# Kompenzátor vztlaku

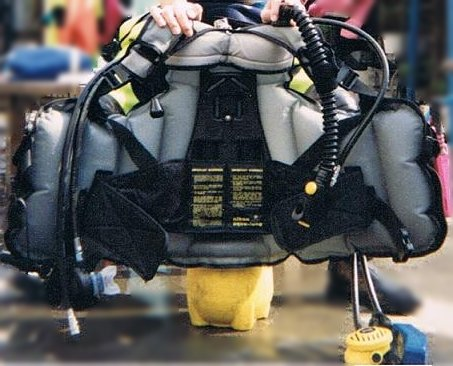
Jacket type BC on aqualung

Kompenzátor vztlaku je zařízení používané při potápění.
Obvykle obsahuje vak na vzduch společně s několika ventily (napouštěcím, vypouštěcím zároveň pojistným). Vztlak potápěče se mění s hloubkou a s úbytkem dýchacích plynů z tlakové lahve. Změnou naplnění kompenzátoru může potápěč udržovat vyvážený vztlak. Moderní jacket je vybaven kapsami na integrovanou zátěž kterou lze i jednoduše odhodit.
Kompenzátory vztlaku jsou:
- typ „žaket“ – obdoba batohu obepínající tělo umožňující i připevnění tlakové lahve a zátěže
- typ „křídlo“ – na zádech nesené kovové konstrukci je připevněna duše tvarů U či O a tlaková lahev či tlakové láhve
- typ „plovací vesta“